# Anopheles sundaicus
Anopheles sundaicus este o specie de țânțari din genul Anopheles. A fost descrisă pentru prima dată de Rodenwaldt în anul 1948. Conform Catalogue of Life specia Anopheles sundaicus nu are subspecii cunoscute.